# Stijene (glazbeni sastav)
Grupa Stijene je hrvatski glazbeni sastav iz Splita. 
Osnovani su kasnih 1970-ih godina kada ih je, izvorno u malom mjestu pored Splita, Klisu okupio jedini član koji je preživio sve promjene u grupi, Marin Mišo Limić. Na scenu se probijaju u ranim 80-ima pobjedama na Zagrebačkom i Splitskom festivalu s dva velika hita koji se i danas često čuju, a to su pjesme Ima jedan svijet i Sve je neobično ako te volim. Kroz godine postojanja benda izmijenile su se razne pjevačice. Prvi vokal, s kojim su Stijene ujedno i ostvarile najveće uspjehe, bila je Zorica Kondža. Kroz godine su u grupi pjevale još Vesna Ivić, Maja Blagdan, Zrinka Čuka, Ines Žižić i Izabela Martinović. Skladatelj i tekstopisac većine skladbi je i osnivač grupe, Marin Mišo Limić. Neki od njihovih ostalih poznatijih pjesama su  Singing that r'n'r, Balkanska korida, Ja sam more, ti si rijeka, Još te volim kao nekada, Znaj, volim te (Ti, što na rivi stojiš sam) i Sada kada odlaziš.

## Diskografija
- 1981 – Cementna prašina – srebrna ploča; vokalistica: Zorica Kondža
- 1982 – Jedanaest i petnaest – srebrna ploča; vokalistica: Zorica Kondža
- 1984 – Balkanska korida – srebrna ploča; vokalistica: Vesna Ivić
- 1993 – Da je bolje ne bi valjalo – vokalistica: Ines Žižić
- 1995 – 15 godina i 6 žena Marina Limića (Best of)
- 1998 – Obećanje – vokalistica: Izabela Martinović
- 2009 – Zlatna kolekcija
- 2019 – Greatest Hits Collection

## Vanjske poveznice
- [neaktivna poveznica]